# جندب رغوي
جندب رغوي (الاسم العلمي Dictyophorus spumans)، نوع من الجنادب التي تنتمي إلى فصيلة Pyrgomorphidae، مهده أفريقيا. ويستمد اسمه «الجندب الرغوي» من قدرته على إفراز رغوة سامة من الغدد الصدرية. يصل طول الحشرة البالغة منها إلى 80 مم.

## معرض صور

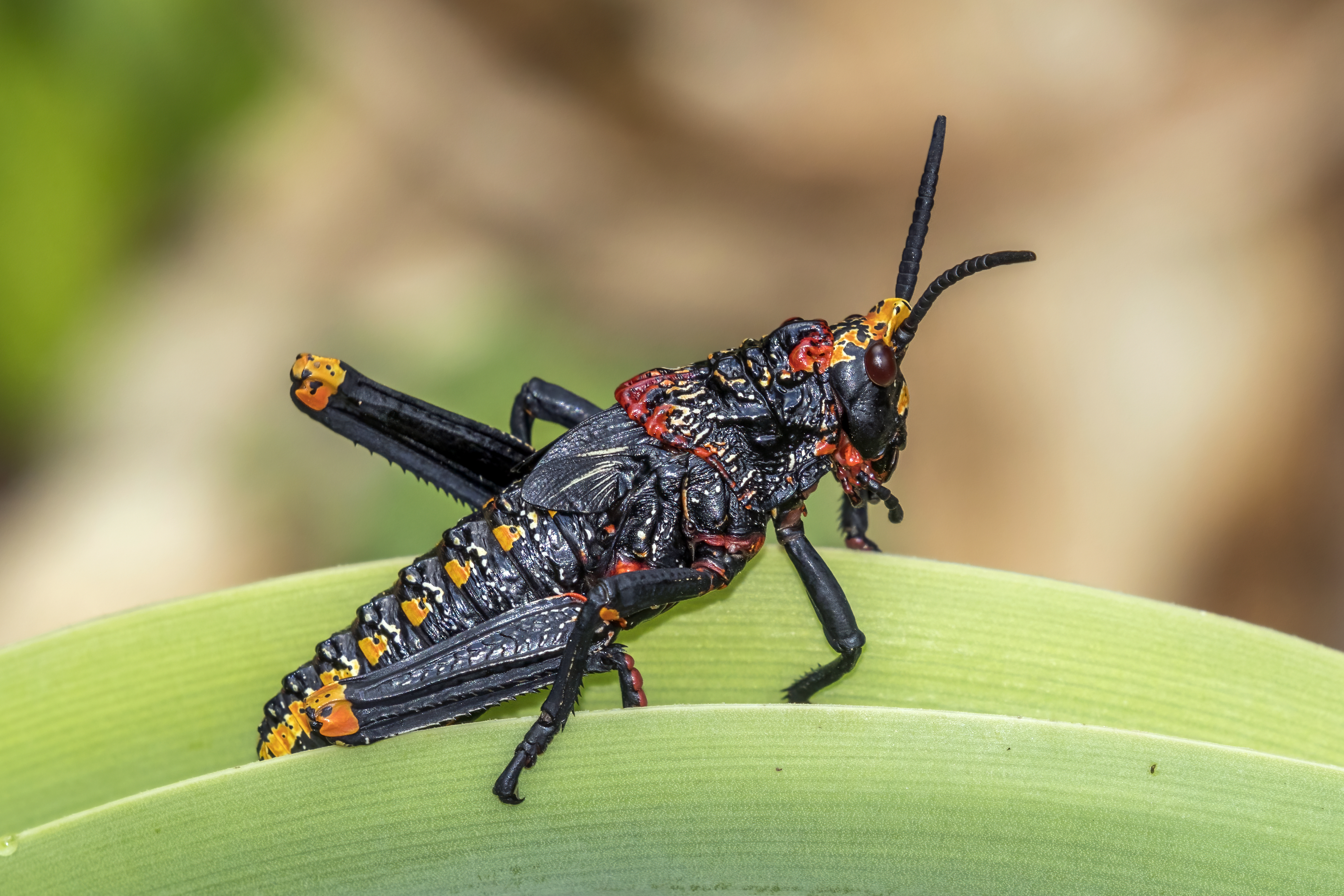
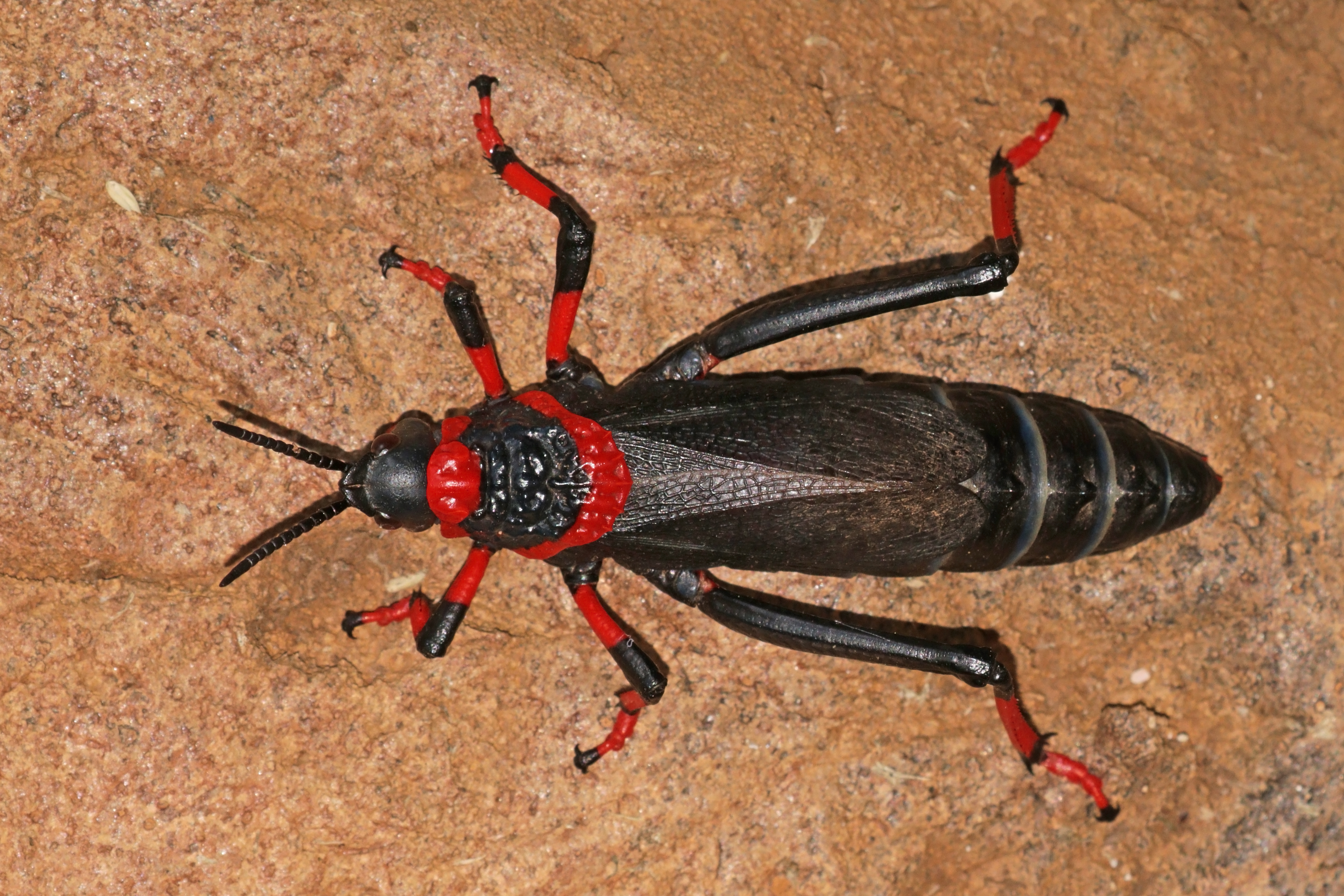
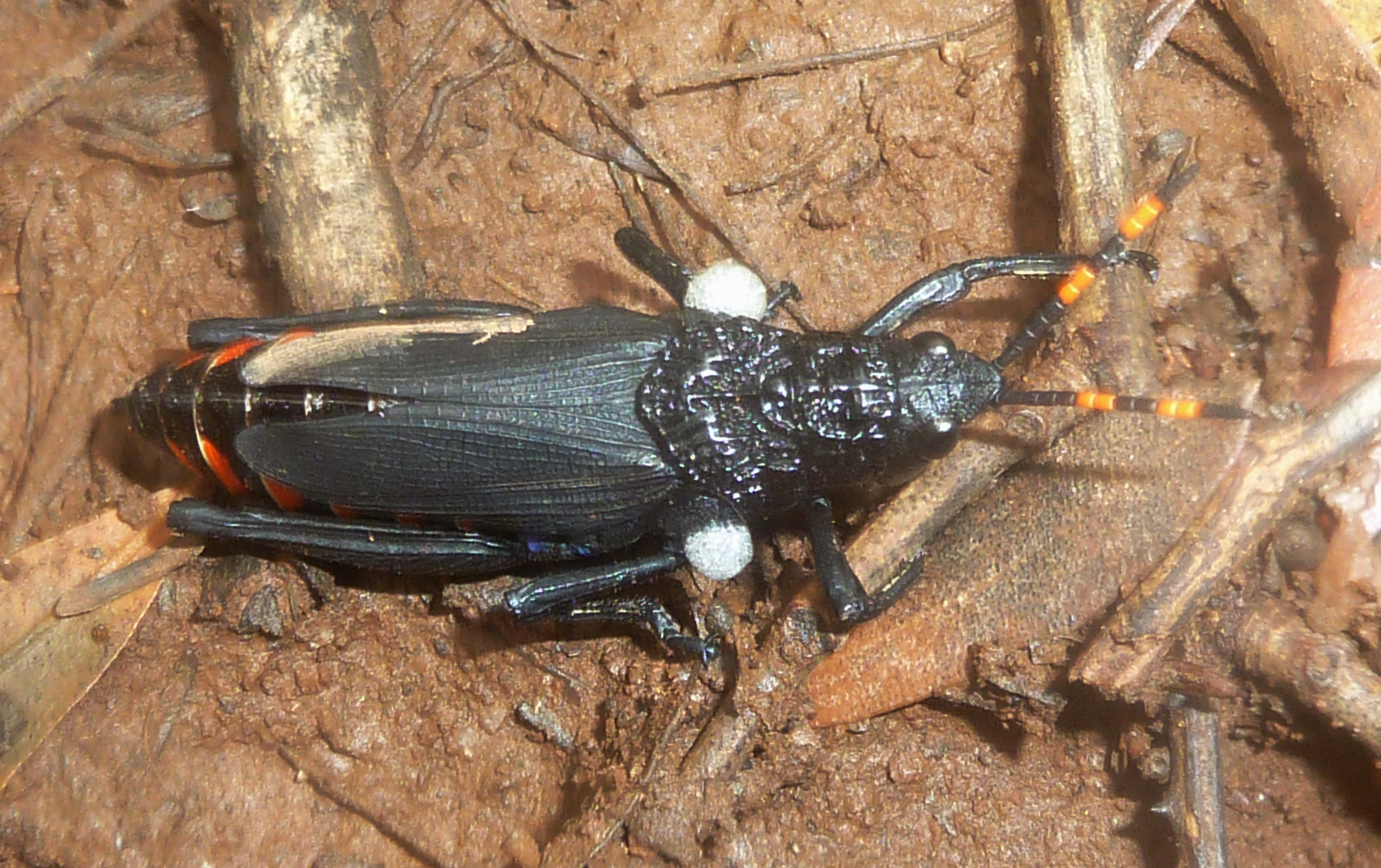